# Вторинний ринок цінних паперів
Втори́нний ри́нок ці́нних папе́рів — сукупність правовідносин, пов'язаних з обігом цінних паперів.
Вторинний ринок цінних паперів — місце основної купівлі-продажу раніше випущених активів. Саме з вторинним ринком краще всього знайомий інвестор, оскільки біржі відносяться до вторинного ринку. Вторинний ринок складається з біржового і позабіржового обігу цінних паперів.
Ринок другорядний — стан ринку, коли котируються акції у вторинному обігу.

## Функції вторинного ринку
- Впливає на мобілізацію капіталу - інвестор що приймає рішення керується вартостями пануючими на вторинному ринці
- Уможливлює трансформацію капіталу - обмін однієї форми капіталу (наприклад акція) на іншу (облігації, деривативи)
- Впливає на управління розміщення капіталу - інвестор має можливість спостереження за тікерами для складання думки про наступні інвестиції
- Оцінка капіталу - дозволяє встановлення відношення між емісійною і ринковою цінами